# Dallëndyshe
Dallëndyshe är ett kvinnonamn av albanskan dallëndyshe ’svala.’